# Nantaisan
Nantai (japonsky 男体山 [Nantai-san]), je neaktivní stratovulkán, který se nachází na hlavním japonském ostrově Honšú v národním parku Nikkó, na severním břehu jezera Čúzendži, v prefektuře Točigi. Samotné jezero vzniklo v počátcích vulkanismu, kdy došlo k přehrazení řeky Dajo lávovými proudy. Voda, přetékající přes lávovou hradbu tvoří vodopád Kegon, jeden ze tří nejvyšších vodopádů v Japonsku (97 m).

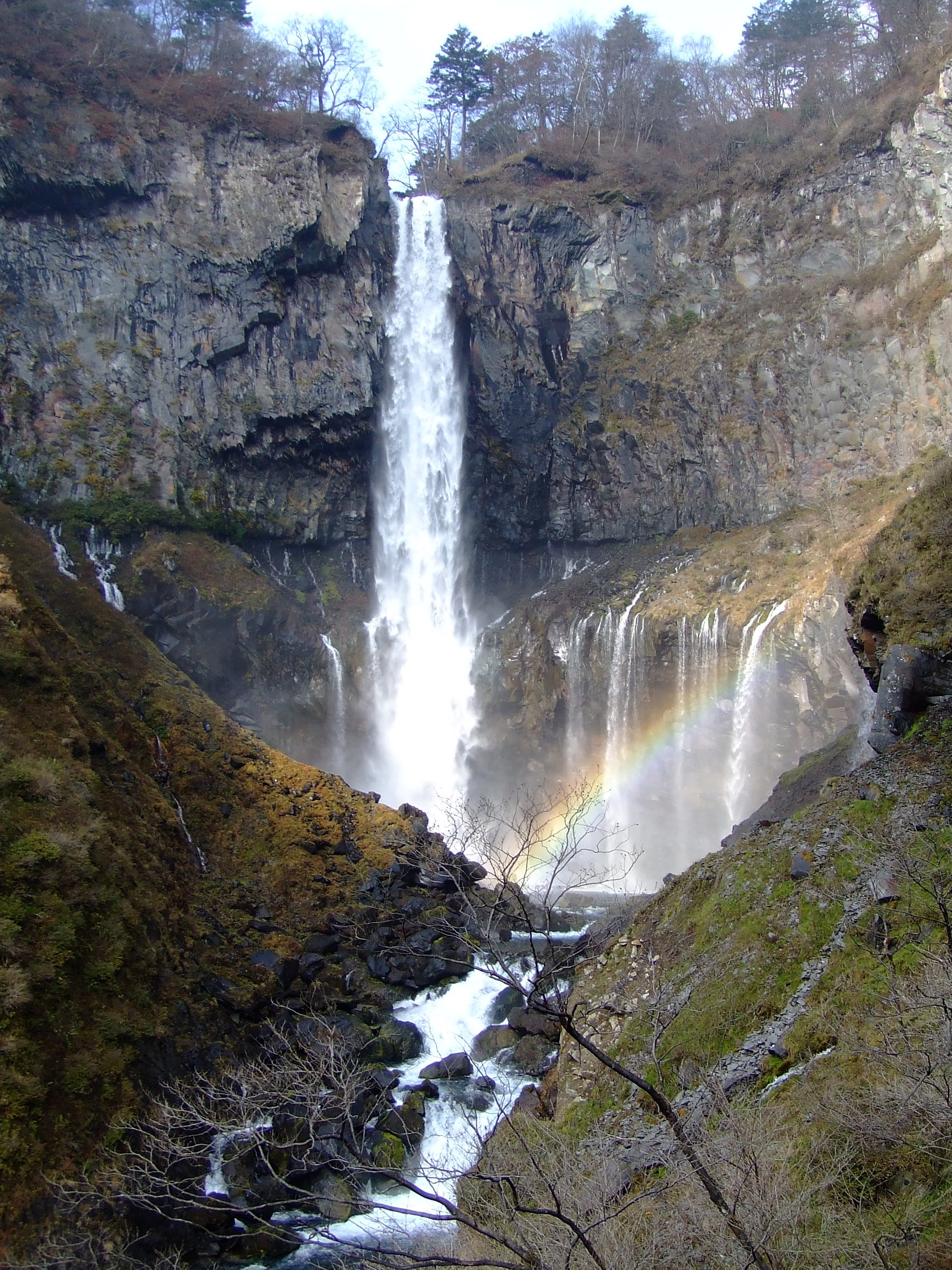
Vodopády Kegon

Vývoj sopky probíhal ve dvou hlavních erupčných fázích, které vyprodukovaly velké objemy ignimbritů a pyroklastik. Aktivita sopky končila začátkem holocénu (přibližně před 25 000 až 12 000 lety), posledními projevy jsou dacitové lávové proudy na severním svahu.